# Saint-Lieux-lès-Lavaur
Saint-Lieux-lès-Lavaur is een gemeente in het Franse departement Tarn (regio Occitanie) en telt 540 inwoners (1999). De plaats maakt deel uit van het arrondissement Castres.

## Geografie
De oppervlakte van Saint-Lieux-lès-Lavaur bedraagt 9,6 km², de bevolkingsdichtheid is 56,3 inwoners per km².
De onderstaande kaart toont de ligging van Saint-Lieux-lès-Lavaur met de belangrijkste infrastructuur en aangrenzende gemeenten.

## Demografie
Onderstaande figuur toont het verloop van het inwonertal (bron: INSEE-tellingen).